# Cabriolet
 Ikke at forveksle med Kabriolet.
En cabriolet er en type bil, hvor taget eller som det også hedder kalechen kan foldes væk på kort tid. Ordet cabriolet kommer fra fransk, afledt af cabriol 'bukkespring', af latin caper 'ged', pga. de første modellers ujævne gang. Mange forskellige bilmodeller fremstilles og markedsføres i cabrioleter, f.eks. Ford StreetKa og Rolls-Royce Phantom Drophead Coupé, de findes i alle mulige størrelser og prisklasser. Mange bilproducenter bruger populære modeller med fast tag til brygge en cabriolet-version af modellen, som Fiat har valgt at gøre med 500cc, den er et opbygget af den meget populære minibil Fiat 500. De cabrioleter, som bare er en version af en bilmodel med fast tag, er ofte tungere og "slasket" i det end den oprindelig model med fast tag. Det skyldes, at hele bilens afstivning går normalt både i gennem taget og undervognen. Hos cabrioleter er den sammenklaplige kaleche i vejen, så skal ingeniøren tænke anderledes. De skal nemlig lægge hele afstivningen ned i undervognen på bilen. Det kan godt mærkes, når man er ude at køre i den. Cabrioleter er ikke kendt for at have en god komfort.
I de fleste cabrioleter er taget fastgjort til selve chassiset og de er også monteret med et kompliceret hængselsystem, hvor der er en mekanisme, som gør det let at folde kalechen sammen. Når kalechen bliver foldet sammen, er der to steder, hvor den kan komme hen, det ene sted er i en fordybning bag bagsæderne, medens det andet sted er inden i bagagerummet. Kalechen kan fungere enten manuelt eller automatisk via hydrauliske eller elektriske styring, i dag ser man stor set kun cabrioleter med en automatisk løsning.
Traditionelt er kalechen på en cabriolet med foldetag lavet af tykt lærred, vinyl eller andet tekstilmateriale. I nogle ældre biler og visse luksuscabrioleter kan kalechen endda være lavet af læder. På nyere cabrioleter bruges i stigende grad stål, aluminium eller plastmaterialer. Endda kan nogen også være lavet af kulfiber, i stedet for de traditionelle bløde materialer. Disse cabrioleter kaldes for hard-top og de cabrioleter, med en kaleche, der er lavet af et blødt materiale, hedder soft-top.
Enkelte cabrioleter, der blev leveret med blødt tag, bl.a. Jeep Wrangler og Mercedes-Benz SL500, har haft en mulighed for at blive udstyret med et hårdt tag, udført i metal og glasfiber, der kunne monteres oven på, eller i stedet for stoftaget. Dette er især tænkt til vinterbrug, hvor cabrioleter med stoftag typisk er sværere at varme op end deres kusiner med fast tag.
De fleste bilmærker producerer eller har produceret mindst én cabriolet gennem tiden. Oftest findes der også versioner af samme bilmodel med fast tag.